# Lijst van burgemeesters van Sittard-Geleen
Dit is een lijst van burgemeesters van de Nederlandse gemeente Sittard-Geleen in de provincie Limburg sinds haar ontstaan in 2001.
| Ambtsperiode               | Naam burgemeester          | Partij of stroming | Bijzonderheden |
| -------------------------- | -------------------------- | ------------------ | -------------- |
| 1 jan 2001 - 16 feb 2001   | J.G.M. (Hans) Lurvink      | CDA                | waarnemend     |
| 16 feb 2001 - 1 dec 2005   | W.J.A. (Wim) Dijkstra      | PvdA               |                |
| 16 dec 2005 - 1 okt 2006   | J.H.M. (Jean) Bronckers    | CDA                | waarnemend     |
| 1 okt 2006 - 15 maart 2020 | G.J.M. (Sjraar) Cox        | PvdA               |                |
| 16 maart 2020 - heden      | J.Th.C.M. (Hans) Verheijen | CDA                |                |